# Ford Bronco II
Ford Bronco II – samochód osobowy typu SUV klasy kompaktowej produkowany pod amerykańską marką Ford w latach 1983 – 1990. 

## Historia i opis modelu

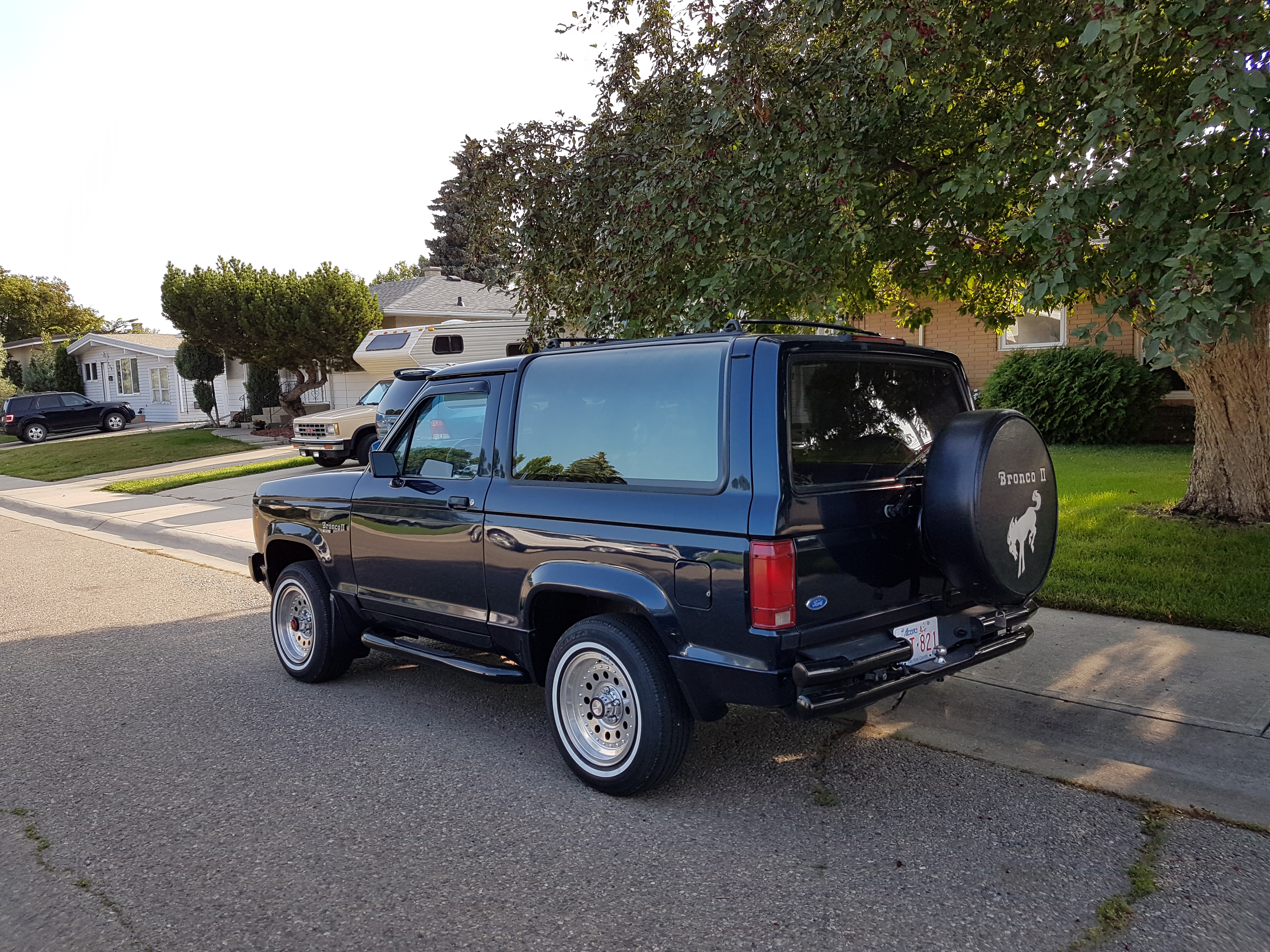
Ford Bronco II - tył

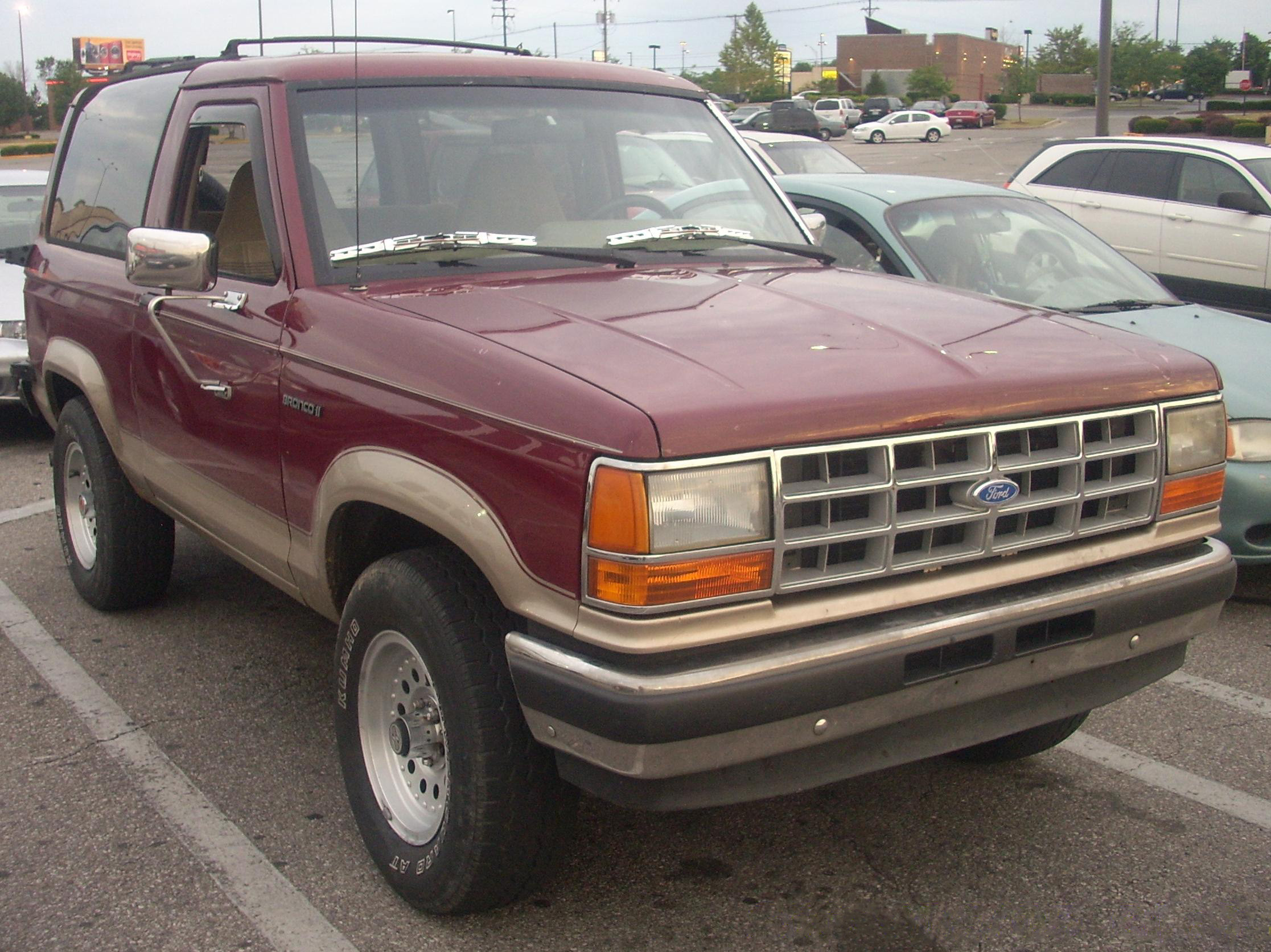
Ford Bronco II po liftingu

W marcu 1983 roku Ford zdecydował się poszerzyć swoją ofertę modelową o plasowanego poniżej większego Bronco kompaktowego SUV-a o nazwie Bronco II. Samochód przyjął koncepcję 3-drzwiowego nadwozia, powstając na bazie ówczesnego, pierwszego wcielenia amerykańskiego pickupa Ranger. Ford Bronco II otrzymał charakterystyczne, pudełkowate proporcje z wysoko pociągniętą krawędzią tylnych szyb.
W 1988 roku Bronco II razem z pokrewnym Rangerem przeszedł modernizację wyglądu nadwozia. Pojawił się nowy pas przedni z przemodelowanym kształtem reflektorów i innym zderzakiem.

### Silniki

#### Benzynowe
- V6 2,8 l SOHC, 115 KM (86 kW)
- V6 2,9 l SOHC, 140 KM (104 kW)
- V8 4.6 l SOHC, 193 KM (143 kw)

#### Wysokoprężne
- R4 2,3 l Mitsubishi, 140 KM (104 kW)